# Лиса, медведь и мотоцикл с коляской
«Лиса, медведь и мотоцикл с коляской» — советский мультипликационный фильм, созданный в 1969 году режиссёром-мультипликатором Петром Носовым.

## Сюжет
Добрый Медведь смастерил деревянный мотоцикл. Однажды он пострадал от собственной доброты, согласившись продать плутовке-Лисе за лукошко ягод коляску своего мотоцикла. Хитрая Лиса, получив от Потапыча расписку и ссылаясь на то, что коляска находится при мотоцикле, принуждает Медведя возить её, куда она прикажет, как на такси.
Удивлённый и раздосадованный Медведь консультируется с лесным юристом — Филином. Но тот подтверждает, что по закону, раз номер на коляске и мотоцикле одинаковый, их разъединить нельзя. И Медведь теперь вынужден катать Лису, куда ей надо. Однажды, привезя Лису на пикник к Волку, Медведь видит, как те уплетают ягоды, и уходит в лес в жутком настроении, бросив свой мотоцикл. Лиса после пикника садится с Волком в мотоцикл, но Волк не справляется с управлением и попадает с Лисой в аварию, разбив мотоцикл.
Медведь на этот раз мастерит деревянный велосипед, увидев который, Лиса намеревается повторить шантаж, на этот раз с багажником велосипеда. Медведь пускается на хитрость — соглашается, сажает Лису и во время лихой езды по мосту скидывает плутовку в реку. Швырнув Лисе багажник, Медведь, наученный горьким опытом, посмеиваясь, приговаривает: «Держи! Катайся, рыжая! А всё остальное сама приделай».

## Над фильмом работали

### Создатели
- автор сценария — Владимир Капнинский
- режиссёр — Пётр Носов
- художник-постановщик — Константин Карпов
- композитор — Михаил Меерович
- ассистент режиссёра — Галина Любарская
- монтажёр — Татьяна Сазонова
- оператор — Михаил Друян
- звукооператор — Георгий Мартынюк
- редактор — Пётр Фролов
- ассистент оператора — Н. Наяшкова
- художники-мультипликаторы: Владимир Арбеков, Вадим Долгих, Светлана Жутовская, Владимир Крумин, Марина Рогова, Анатолий Солин, Владимир Зарубин
- художники-декораторы: Вера Харитонова, Лидия Модель
- директор картины — Фёдор Иванов

### Роли озвучивали
- Анатолий Папанов — Медведь,
- Клара Румянова — Лиса,
- Маргарита Корабельникова — 1-я пчела / заяц,
- Юлия Юльская — 2-я пчела / зверята
- Семён Фарада — Филин — юрист

## Видеоиздания
В 2006 году мультфильм был выпущен на DVD в сборнике мультфильмов «Лесные истории» компанией «Крупный план».